# Düwag GT6
Düwag GT6 је серија трамваја,која је на београдске улице стигла као донација.Ови трамваји се одликују високоподним улазом (имају степенице) као и кожним седиштима. Врата се отварају притиском на дугме, док се у степенику на свим вратима налази прекидач (то је разлог због којег кад путник стане на степеник осети да се он помери и прави звук "туп") који спречава затварање врата, самим тим путници не долазе у ситуацију да им се врата затворе. На вратима до возача и последњим(четвртим) возач врши затварање и та врата су намењена за особе са колицима (назначено је на трамвају), друга и трећа врата су аутоматска што значи да возач не утиче превише осим што им омогући или онемогући да се отворе на притисак дугмета. Произвођач је фирма Duwag AG,која је данас део Сименса.

## Особине
Tрамвај је дугачак 19.1 метар, широк 2.35 метара,ширина колосека по ком се креће је 1 метар(наравно то се односи на варијанту у ГСП-у,постојале су изведбе са стандардном ширином од 1435мм).Максимална брзина је око 80km/h(без блокаде),број седишта износи 44.Радни напон је 600V једносмерне струје,напаја се преко пантографа који се ручно намешта (возач има канап којим намешта висину пантографа). Распоред осовина према UIC стандарду је B'2'B. Карактеристична ствар везана за овај модел је та што је ентеријер није стерилно бео,већ има дрвене детаље.Безбездност је на високом нивоу, на челу возила испод кабине се налази један кавез који спречава гажење пешака. Постоји електрична, шинска и ваздушна кочница са могућношћу употребе песка.Управља се помоћу "кључа" у кабини(убрзавање и кочење) и посебним бирачем се мења смер кретања.Трамвај није тиристоризован.

### Принцип рада заштитног механизма
Заштитни механизам на овом трамвају је прост. Када путници желе да уђи или изађу из трамваја притиском на тастер са унутрашње или спољашње стране механизам добија сигнал да отвори врата. Механизам има одређено време током којег су врата отворена. Како би више путника могло да уђе/изађе,посебно они који журећи дођу у задњи трен,приликом гажења на степеник долази до притискања прекидача који даје сигнал менахизму да је путник на вратима и да их не затвара. Ако путник стане на степеник приликом затварања врата она ће у тренутку стати и након извесног времена ће пробати опет да се затворе.Врата не могу да се затворе све док неко/нешто стоји на степенику.

## Корисници

### Пољска

#### Груђондз
1997. Груђондз је од немачког градa Манхајм купио 2 трамваја GT6.
1998.-2000. Груђондз је купио 2 трамваја GT6 од градa Вирцбург.
2010. Лођ је од Груђондза купио 6 трамваја типа GT6 из 1971.

#### Познањ
1996.-2000. Познањ је од немачког градa Диселдорф и Франкфурт на Мајни купио 19 трамваја. У Познању саобраћа данас 1 трамвај GT6.

#### Шчећин
1996. пољски град Шчећин је од немачког градa Диселдорф купио 33 трамваја модела GT6. Од марта 2009. сви примерци трамваја GT6 повучени су из саобраћаја.

### Србија

#### Београд
2001.-2016. град Базел је поклонио 95 трамваја са приколицама Београду. Данас је већина у служби. Од 116 њих 103 је GT6 док су остало приколице и 13 Schindler трамваја. У 2024.години саобраћа 31 GT6,2 Schindler-а и 29 приколица од којих је једна из 1947. а остале 4 су из 1948.године, с тим што су поједини модели били посалти као донори делова.
Базелови трамваји су дошли на улице Београда 2001.године као поклон Швајцарске владе с циљем обнове возног парка у Београду и ради унапређења односа двеју земаља.Поред "Duwag" модела испоручени су и модели макре "Schindler",који су препознатљиви по жуто-црвеној колор шеми и тонираним стаклима као и естетским разликама.Зелени трамваји су били у власништву Basler Verkehrs-Betriebe (BVB),чији је власник у целости кантон Базел,док су жуто црвени модели били у власништву Baselland Transport AG (BLT),чији је власник такође кантон Базел.Најстарији трамвају у поседу Београда је произведен 1947.док су остали произведени између 1967 и 1976.године. Посебну новину су представљале приколице које су се показале корисним на прометним линијама попут седмице и деветке.Такође оставили су одличан утисак услед удобнијег вешања које се посебно да приметити при преласку преко неравне или оштећене пруге,трамвај се не љуља и много је тиши у односу на Татра КТ4.

#### Загреб
Ови трамваји купљени су као привремено решење проблема загребачког трамвајског возног парка, будући да није било довољно новца за куповину нових возила која су недостајала. Сви примерци су увезени из Манхајма.
Од пролећа 2009. сви примерци старијег модела GT6 повучени су из саобраћаја (продани су осјечком ГПП-у), док се 2 возила модернијег типа „Манхајмер“ (г.1971) још користи.

#### Осијек
У Осијеку саобраћа 9 трамваја GT6.
1995. немачки град Пфорцхајм даровао је ратом разрушеном Осијеку 5 трамваја Düwag GT6. Данас су 3 у служби.
2009. осјечки ГПП је од загребачког ЗЕТ-а купио 5 старијих модела GT6. Данас су 3 у служби.
2012. ГПП је од загребачког ЗЕТ-а купио 3 трамваја модернијег типа „Манхајмер“ из 1971.